# Piazzale della Vittoria (Forlì)
Il piazzale della Vittoria è un'ampia area, edificata durante il ventennio fascista, che sorge a Forlì, immediatamente fuori da quella che era denominata porta Cotogni, una delle porte della città, oggi non più esistente. Fu così chiamato dopo che venne eretto il possente monumento ai caduti della prima guerra mondiale che domina l'area dal 1932. Il monumento venne realizzato dall'architetto romano Cesare Bazzani che vinse un concorso nazionale per aggiudicarsi i lavori dell'opera.

## Descrizione
Il piazzale sorge lungo il percorso cittadino della Via Emilia, che in quel tratto prende il nome di viale Roma, separando questo dal corso della Repubblica, il tratto della Via Emilia all'interno del vecchio nucleo cittadino.

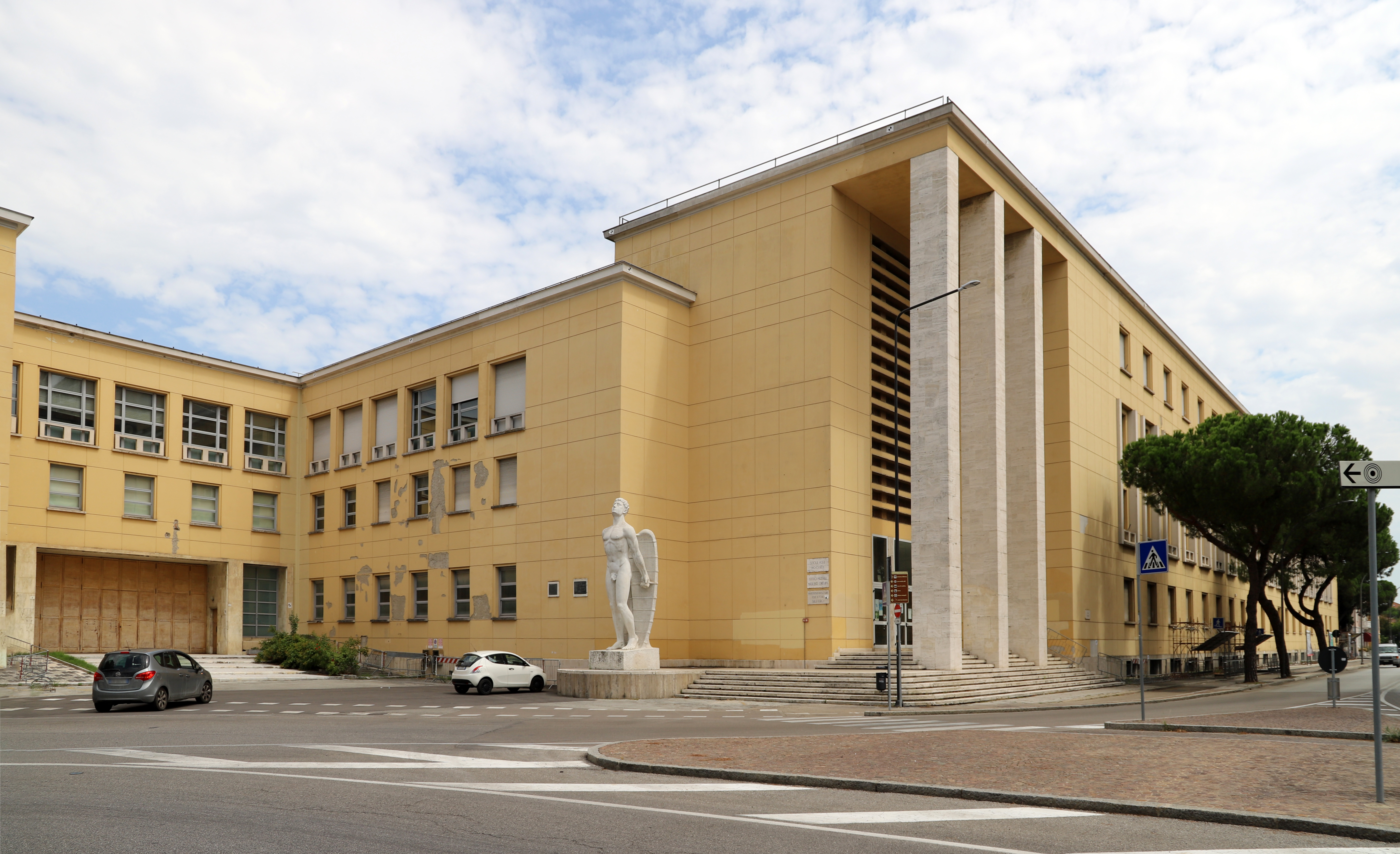
Palazzo dell'ex collegio aeronautico, con la statua di Icaro

Il piazzale funge sia da grande rotatoria per i traffico veicolare, sia da svincolo tra corso della Repubblica, viale Roma, via Corridoni, viale Matteotti e viale della Libertà.
Sul piazzale si affaccia il palazzo dell'ex collegio aeronautico costruito nel 1937 per volontà di Benito Mussolini su progetto di Cesare Valle in stile razionalista. Fu il primo istituto aeronautico d'Italia. Davanti ad esso si trova la grande statua di Icaro, dello scultore Francesco Saverio Palozzi.
All'imbocco con corso della Repubblica si trovano le palazzine Gemelle costruite nel 1933, che l'architetto Cesare Bazzani aveva progettato come nuova porta d'ingresso della città in sostituzione della vecchia barriera del dazio Vittorio Emanuele.
Sul piazzale si affacciano inoltre l'edificio che ospita una sede della Scuola di Economia, Management e Statistica dell'Università di Bologna, costruito nel 1935 su progetto di Arnaldo Fuzzi, l'Istituto Nazionale per l'Assicurazione contro gli infortuni sul lavoro e l'ingresso principale del parco della Resistenza da cui è possibile osservare tutto il piazzale.

### Monumento alla Vittoria

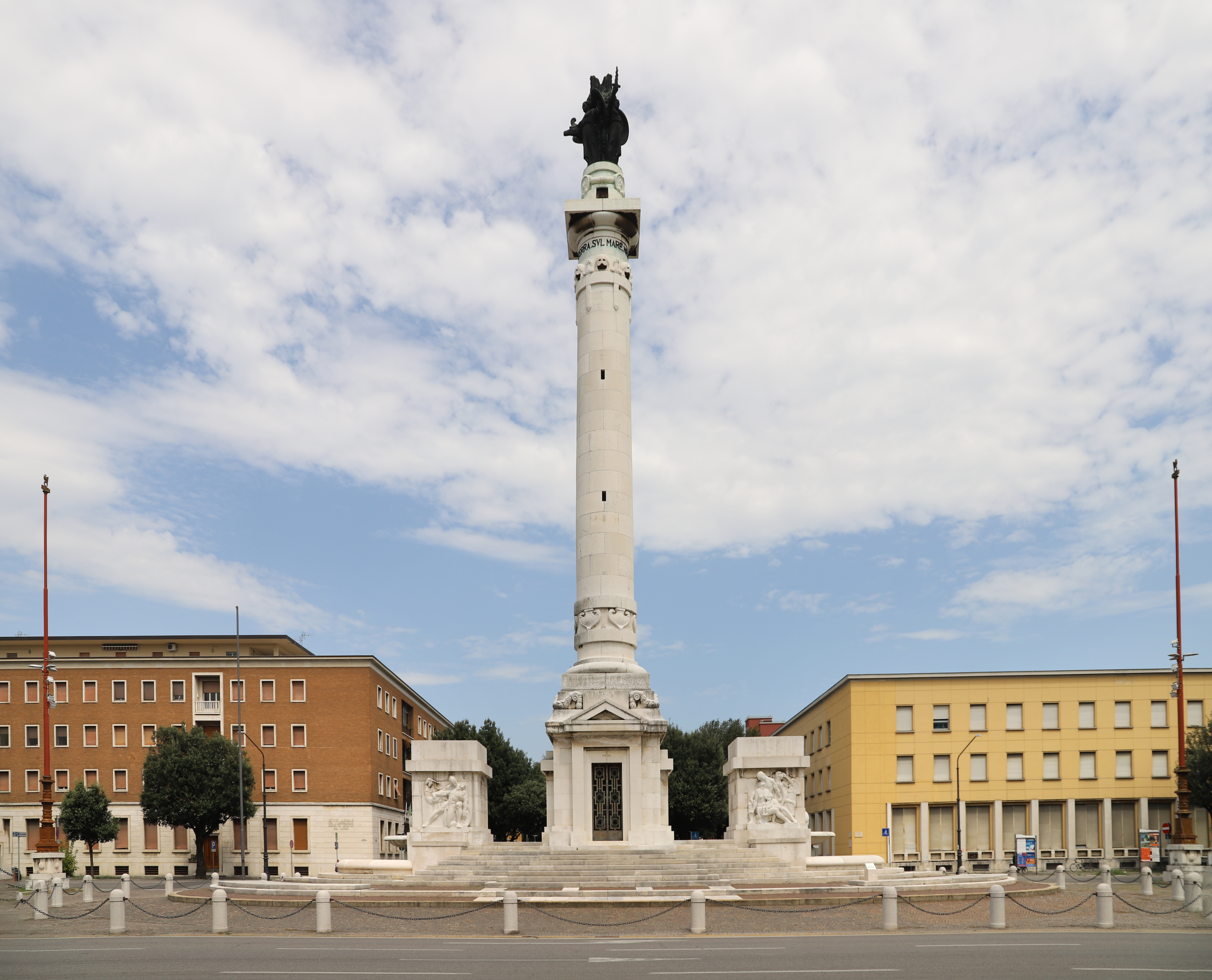
Il monumento ai Caduti, o monumento alla Vittoria

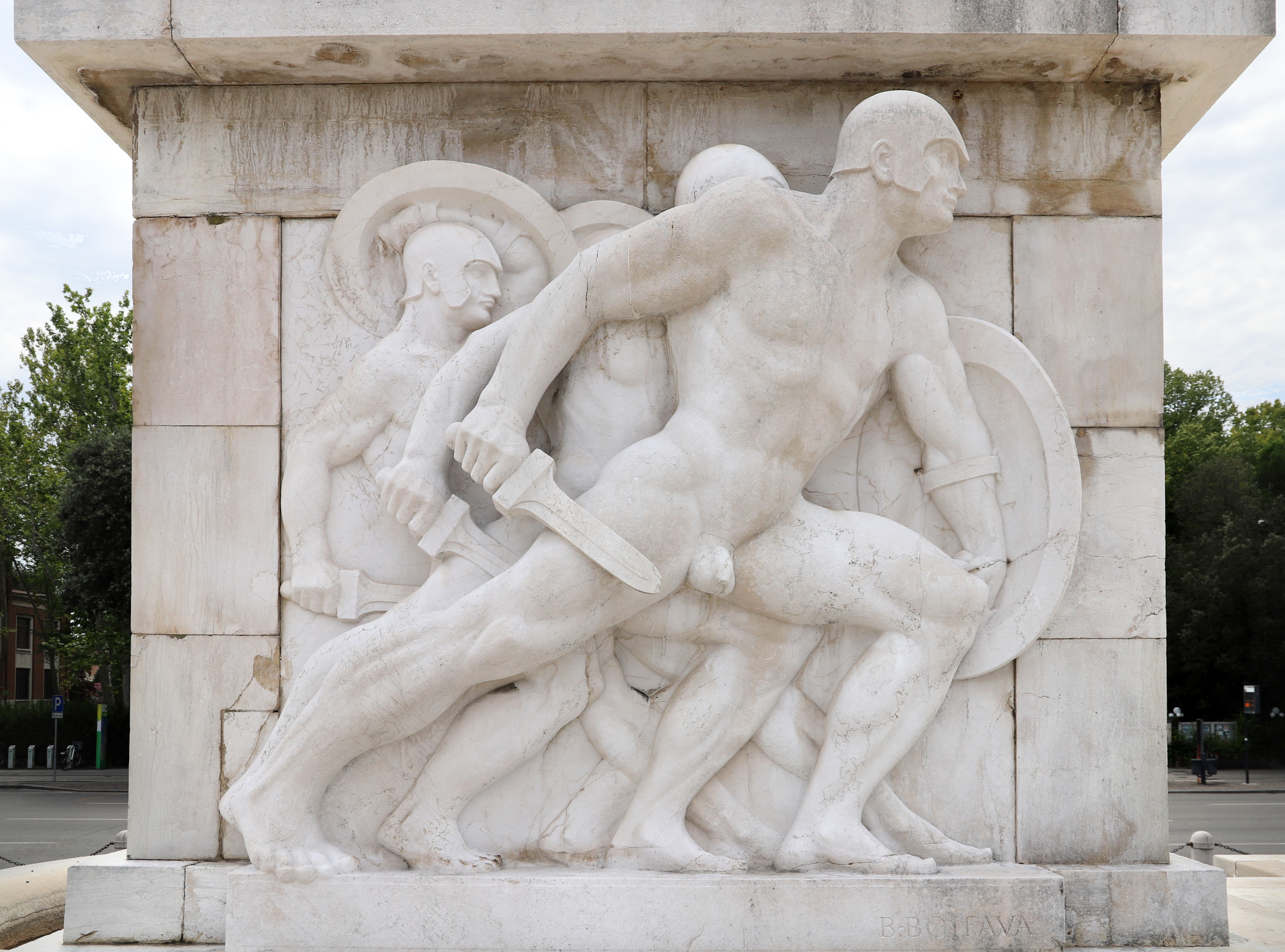
Uno dei rilievi di Bernardino Boifava

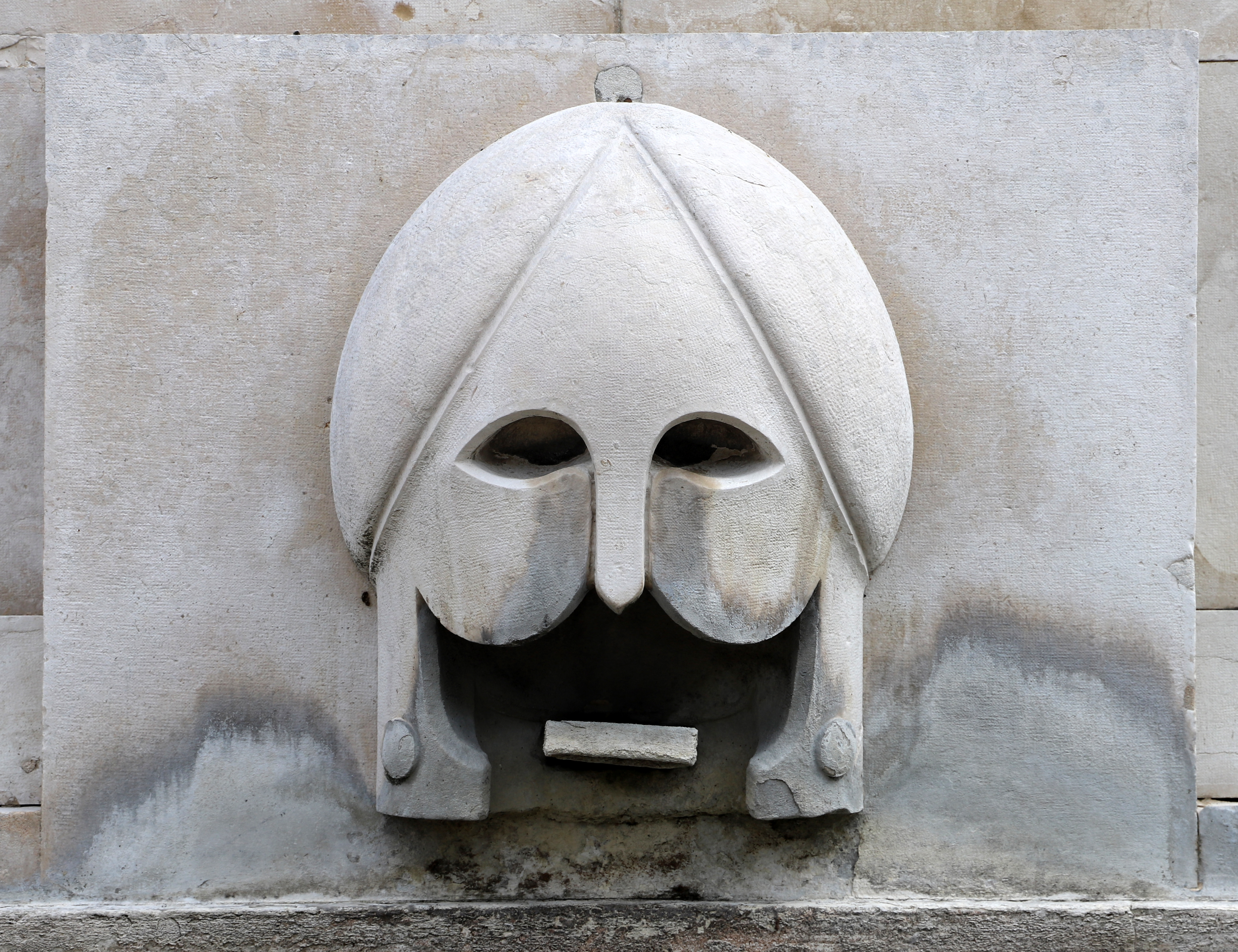
Uno dei mascheroni

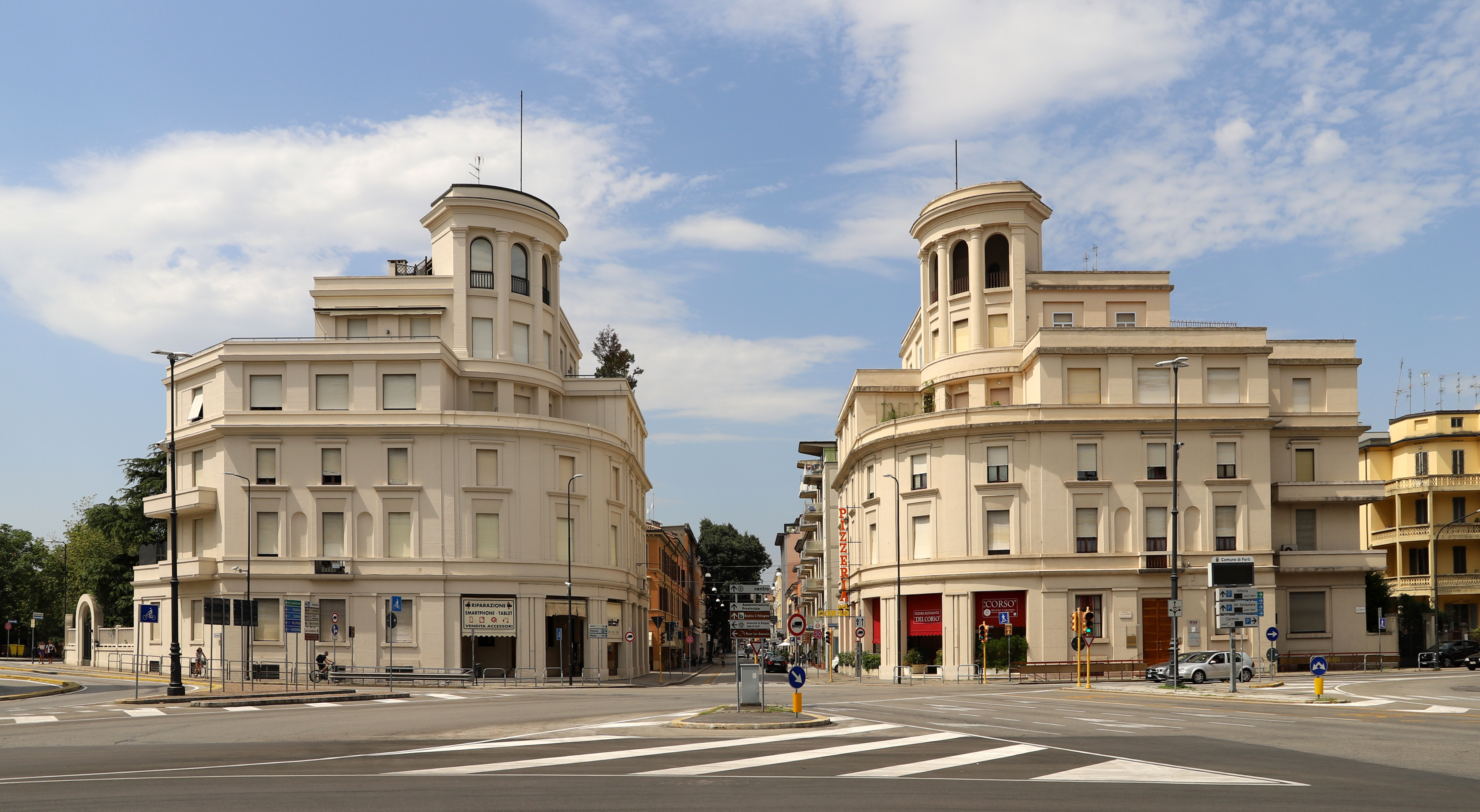
Le palazzine Gemelle che delimitano l'ingresso di corso della Repubblica verso piazza Aurelio Saffi

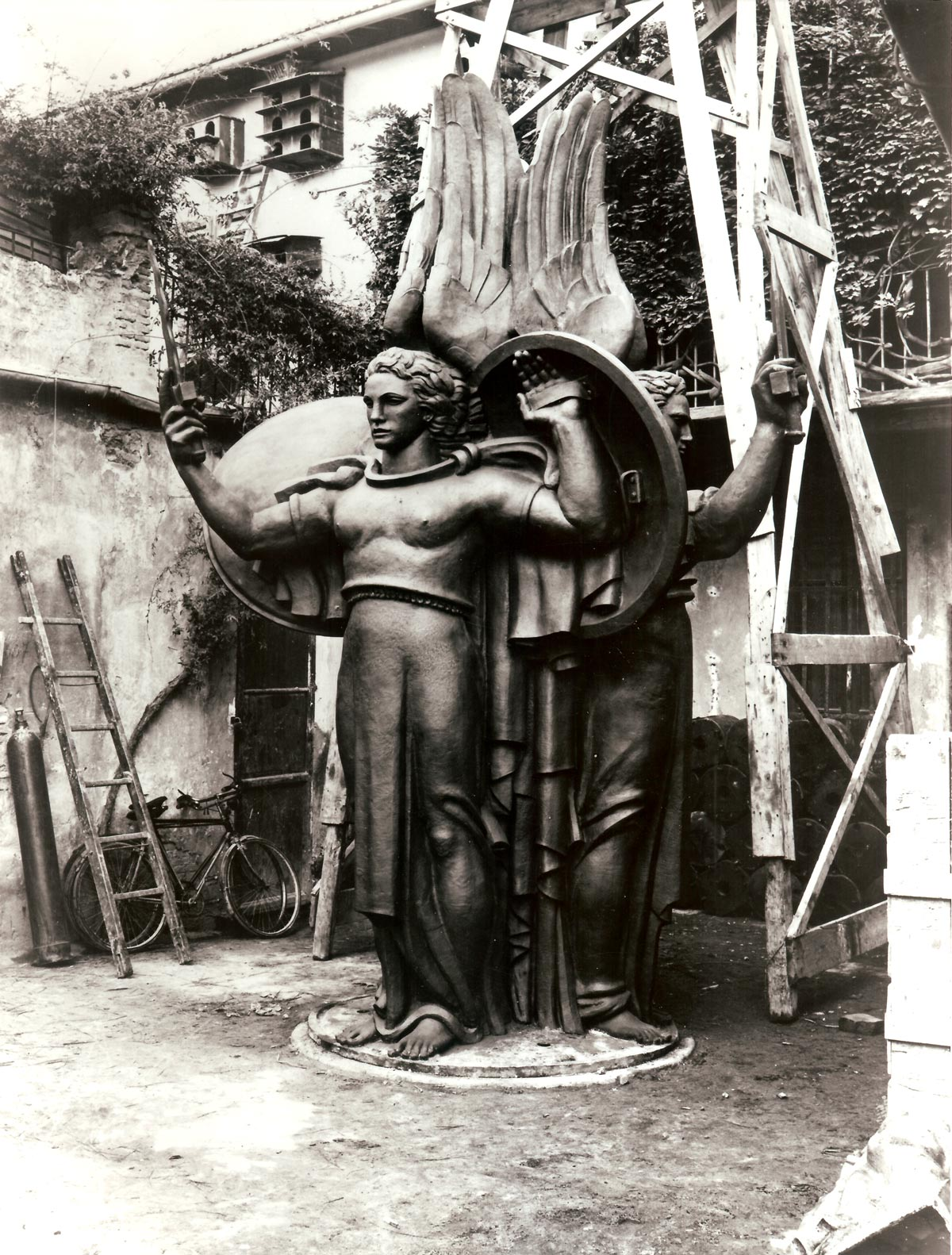
La parte bronzea del Monumento, presso la Fonderia Artistica Ferdinando Marinelli di Firenze

Il monumento alla Vittoria, o monumento ai Caduti, fu progettato dall'architetto romano Cesare Bazzani in seguito ad un concorso nazionale del 1925.
Venne iniziato a costruire il 15 marzo 1932, nel giorno in cui si celebrava in Forlì il 13º anniversario della morte di Fulcieri Paulucci di Calboli, ultimato in brevissimo tempo ed inaugurato il 30 ottobre dello stesso anno per festeggiare il decimo anniversario della rivoluzione fascista.
È composto da una monumentale colonna dorica in pietra dorata di Trani, che si eleva a fianco di due are sacrificali. Il monumento è alto in tutto 32 metri di cui 22 metri solo della colonna. Sulla sommità posa una scultura in bronzo che rappresenta la Vittoria con le ali innalzate nel triplice campo ovvero in cielo, in terra e in mare, opera dello scultore romano Bernardo Morescalchi, che affidò la fusione alla Fonderia Artistica Ferdinando Marinelli di Firenze. La statua era concepita come un tripode, al cui centro doveva ardere una fiamma votiva perenne.
I ceppi ai lati della colonna presentano bassorilievi scolpiti da Bernardino Boifava e rappresentano i principali momenti della vita degli eroi: l'Attacco, la Difesa, il Sacrificio e la Pace vittoriosa. Ai lati si trovano due fontane con mascheroni.
Il cancello, in ferro con borchie di bronzo, opera della fonderia Baldi di Brisighella, include motivi legati ai temi della guerra e del sacrificio: corone di spine, bombe a mano e spade. Introduce alla cappella votiva, oggi spoglia; una scala interna a chiocciola in ferro, con gradini in ferro, consentirebbe di raggiungere la sommità della colonna (ora non è agibile).

## Trasporti
In passato Forlì ha avuto un effimero servizio tranviario, realizzato grazie a una breve diramazione urbana delle tranvie Forlì-Ravenna e Forlì-Meldola, che furono in esercizio fra il 1881 e il 1930. Questo si svolgeva fra piazzale della Vittoria e piazza Vittorio Emanuele II (attuale piazza Aurelio Saffi), lungo l'allora corso Vittorio Emanuele (poi corso della Repubblica).